# سرپوهی گریگوریان
سرپوهی گریگوریان (ارمنی: Սրբուհի Գրիգորյան؛ زادهٔ ۲۹ دسامبر ۱۹۷۴ در سیسیان) سیاست‌مدار اهل ارمنستان است؛ که از تاریخ ۱۴ ژانویه ۲۰۱۹ تا تاریخ ۲۰۲۱ نماینده دوره هفتم مجلس ملی جمهوری ارمنستان از فهرست انتخابات ملی می‌باشد. وی فارغ‌التحصیل دانشگاه دولتی گوریس می‌باشد. میناسیان عضو حزب ارمنستان روشن می‌باشد

## زندگی‌نامه
وی در ۲۹ دسامبر ۱۹۷۴ در سیسیان، استان سیونیک به دنیا آمد  . 